# Isaac Celnikier
Isaac Celnikier (* 8. Mai 1923 in Warschau; † 11. November 2011 in Ivry-sur-Seine) war ein polnischer Maler und Bildhauer.

## Leben
Er floh 1939 mit seiner Familie nach Bialystok, landete 1941 im dortigen Ghetto, überlebte dessen Liquidierung und durchlief mehrere Lager, von Stutthof über Birkenau bis Mauthausen, Flossenbürg und Dachau. Sein Werk ist aufgrund dieser Erfahrungen tief von der Shoah geprägt.
Nach dem Zweiten Weltkrieg besuchte er Kurse in Monumentalkunst bei Emil Filla, einem tschechischen Avantgarde-Maler. 1952 kehrte er nach Warschau zurück und gründete die Arsenal-Gruppe.
Celnikier war eine der treibenden Kräfte bei der Organisation der Ausstellung "Gegen den Krieg, gegen den Faschismus" 1955 im Warschauer Arsenal. Dies war nicht nur die erste nicht-sozialistische Ausstellung von Skulpturen und Gemälden, sondern auch ein Aufruhr junger Künstler gegen Hierarchien, sowohl in der Partei als auch in der Wissenschaft. Die Ausstellung war weder fröhlich noch optimistisch, obwohl zur gleichen Zeit in Warschau ein internationales Festival der Jugend und Studierenden stattfand. Celnikiers Gemälde „Ghetto“, das in seiner Komposition an die Pieta erinnert und auf dem zwei Menschen versuchen, einen Toten hochzuheben, war eines der wichtigsten und meistdiskutierten Bilder des Festivals. Celnikier malte, was er mit eigenen Augen gesehen hatte.
1957 ließ er sich in Frankreich nieder, was auch auf den wachsenden Antisemitismus in Polen zurückzuführen war.
Er ist auf dem Pariser Friedhof von Bagneux (Abteilung 67) begraben.

## Werk
Er malte mit einer mit einem Messer bearbeiteten Paste, die von dunklen Farben, Chiaroscuro, aber auch Radierung und insbesondere Aquatinta geprägt ist. In seinen Ölgemälden über die Leiden im Ghetto erinnerte er an das, was er nicht vergessen konnte.  

## Ausstellungen
- Krąg Arsenału, Warschau, 1955[4]
- Chapelle du Collège de Carpentras, Frankreich, 1962
- Galerie Tivey-Faucon, Paris, 1964
- Israel-Museum, Jerusalem, 1967
- Städtisches Museum Haifa, Israel, 1968
- Kunstmuseum Ein Harod, Israel, 1968
- Galerie Tivey-Faucon, Paris, 1968
- Galerie Katia Granoff, Paris, 1969
- Museum in Stavanger, Norwegen, 1971
- Galerie Chantepierre, Aubonne, Schweiz, 1972
- Museum von Tel Aviv, Israel, 1976
- Cité des arts, Paris, 1981
- Galerie Oftedal, Stavanger, Norwegen, 1982
- Yad Vashem, Jerusalem, 1985
- Galerie Charbonnel, Paris, 1989
- Museen in Stavanger, Trondheim, Tromsoe, Norwegen, 1990
- Galerie l'Ermitage, Paris, 1990
- Le Majorat, Villeneuve-Tolosane, Frankreich, 1991
- Musée des Augustins, Toulouse, 1991
- Mémorial du Martyr Juif Inconnu, Paris, 1992
- Pavillon du musée Fabre, Montpellier, 1993
- Nationale Kunstgalerie Zacheta, Warschau, 1993
- Museum des Widerstands, Gouda, Niederlande, 1993
- Arsenal, Sion, Schweiz, 1994
- Museum Theresienstadt, Tschechische Republik, 1995
- Galerie de Bretagne, Quimper, Frankreich, 1995
- Galerie Hollar, Prag, 1995
- Archives départementales du Finistère, Quimper, Frankreich, 1995
- Galerie Fenclová, Pilsen, Tschechische Republik, 1996
- Centre Mondial de la paix, Verdun, Frankreich, 2005
- Rathaus des IV. Arrondissements, Paris, 2005
- Nationalmuseum in Krakau, 2005
- Musée d’art et d’histoire du Judaïsme, Paris, 2007
- Galerie d'art Les Montparnos, Paris 2012
- Espace culture et tradition, Sainte-Agnès, Frankreich, 2014
- Polnische Bibliothek von Paris, 2018 & 2024
- Rathaus des V. Arrondissements, Paris, 2019
- Galerie Setz-Le Partking, Paris, 2021 & 2023
- Jüdisches Historisches Institut, Warschau, 2024[5]

## Auszeichnungen und Preise
- Ordre des Arts et des Lettres (1967)[6]
- Preis Witold Wojtkiewicz (2006)